# Planeta exterior

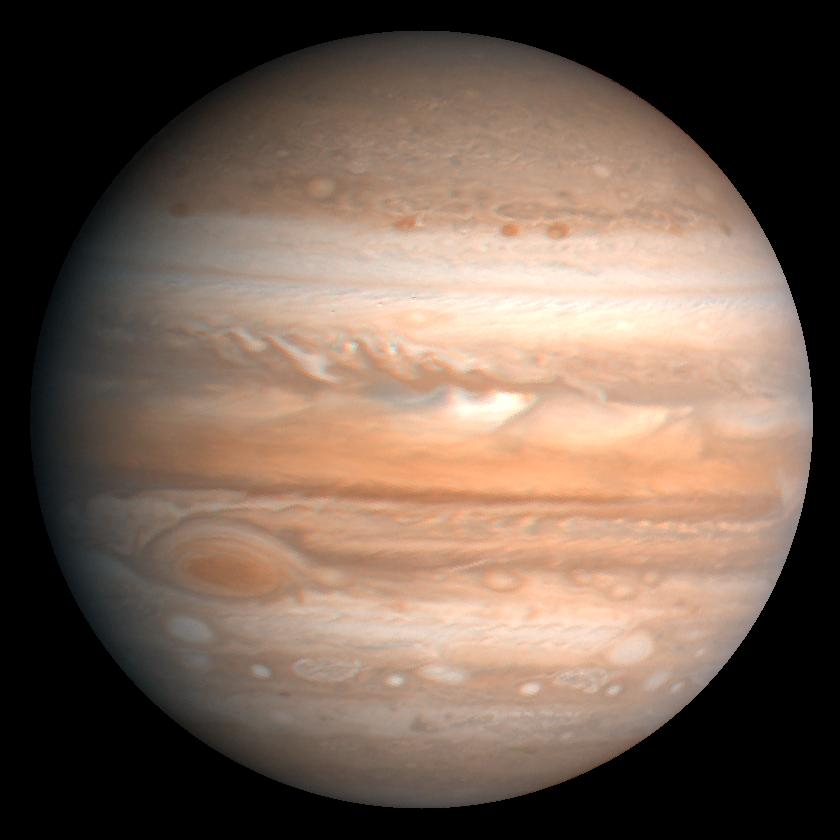
Júpiter.

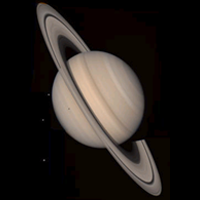
Saturno.

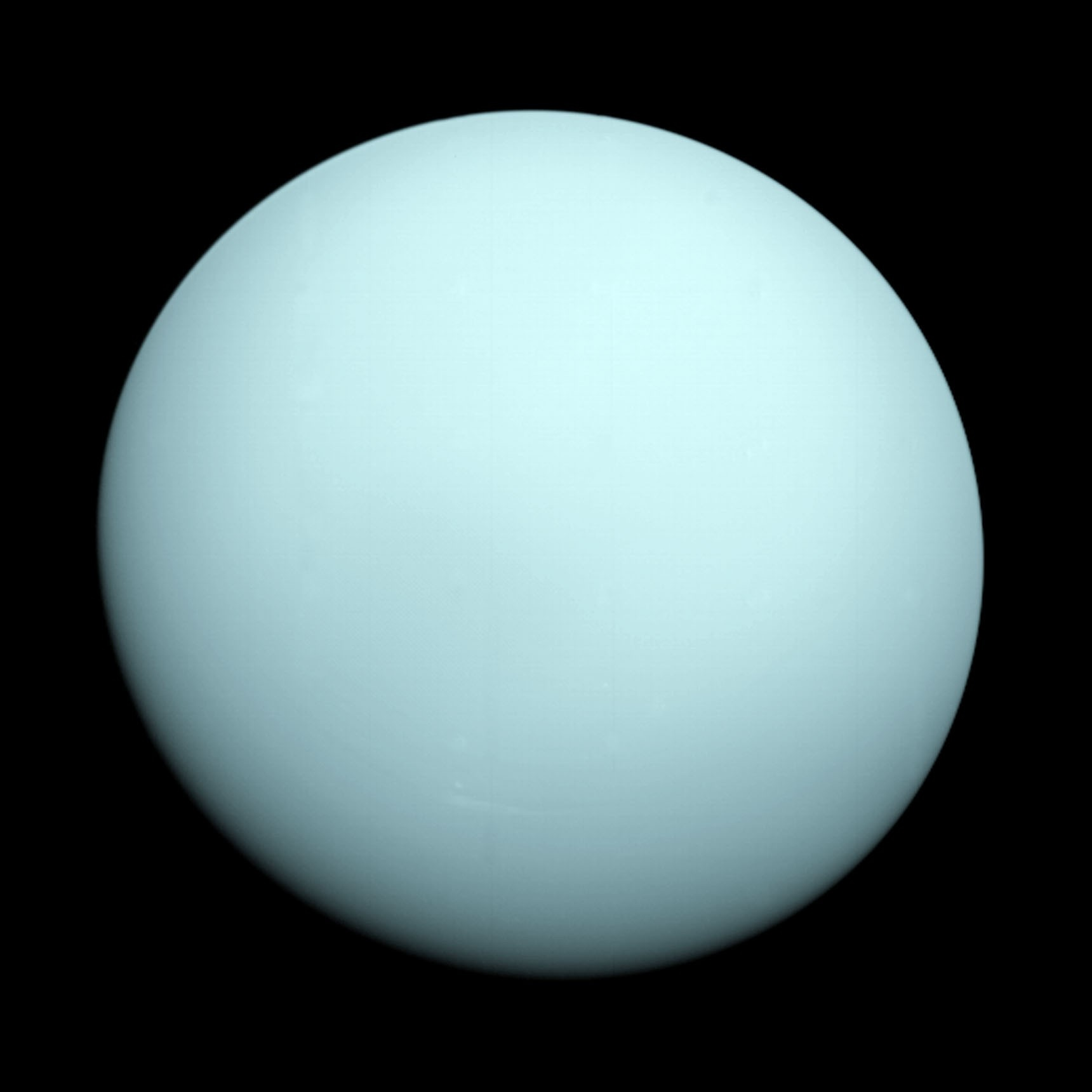
Urano.

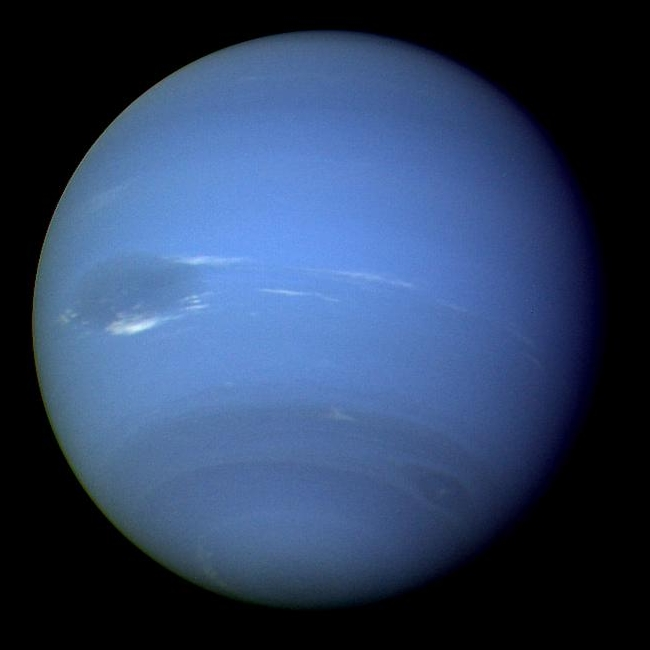
Neptuno.

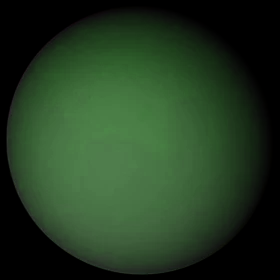
Phattie (Hipotético).

Los planetas exteriores (también llamados gigantes o gaseosos) son los cuatro planetas del sistema solar que están situados más allá del cinturón de asteroides, es decir, Júpiter, Saturno, Urano y Neptuno.
Nótese que, desde la redefinición de planeta de 2006, Plutón ya no se considera un planeta, sino que se considera planeta enano.
Sus características más importantes son:
- Giran muy deprisa, periodos de rotación en torno a las 10 h.
- Son básicamente gaseosos, careciendo de superficie sólida. Urano y Neptuno poseen núcleos internos formados por hielos primigenios a gran presión y temperatura y en estado líquido.
- Disponen de fuertes campos magnéticos.
- Poseen muchos satélites.
- Poseen sistemas de anillos a su alrededor.

Los planetas gigantes de nuestro sistema solar están formados por profundas atmósferas de hidrógeno y helio que llegan a constituir la mayor parte de la masa de Júpiter y Saturno, además de que ocupan una tercera parte de los planetas Urano y Neptuno. La mayoría de planetas extrasolares descubiertos hasta la fecha encajan dentro de las características principales de masa y composición de los planetas exteriores de nuestro sistema solar, si bien sus órbitas son mucho más cercanas a su estrella principal hablándose en ocasiones de jupíteres calientes.
En un estudio en 2016, se dio a conocer la teoría de un quinto planeta exterior, tipo gigante gaseoso (es decir, compuesto de gases más que de roca), este explicaría las anomalías causadas en los objetos del Cinturón de Kuiper. El planeta tendría una órbita de 10,000 - 20,000 años terrestres y un tamaño entre la Tierra y Neptuno, con una órbita 20 veces más alejado que Neptuno. A dicho planeta lo llamaron Phattie.